# Nemanja Nikolić (1987)
Nemanja Nikolić (srbskou cyrilicí Немања Николић, maďarsky Nikolics Nemanja; * 31. prosince 1987, Senta, SFR Jugoslávie) je maďarský fotbalový útočník a reprezentant srbského původu, který momentálně působí v klubu Chicago Fire.

## Klubová kariéra
V sezónách 2009/10, 2013/14 a 2014/15 se stal v dresu Videotonu králem střelců maďarské ligy.
Ve Videotonu měl skvělou formu zejména v podzimní části sezóny 2014/15, kdy v 16 ligových zápasech nastřílel 16 gólů. Díky tomu na něj zaměřily pozornost týmy z Anglie, Francie, Itálie a také AC Sparta Praha. Smlouva s Videotonem hráči končila v létě 2015.

Nakonec podepsal v červnu 2015 smlouvu s klubem Legia Warszawa (druhým týmem polské Ekstraklasy 2014/15), který jej také sledoval. V Ekstraklase 2015/16 sázel jeden gól za druhým (v úvodních 12 zápasech 15 branek) a především díky němu se Legia držela v horní části tabulky, byť občas ztratila body. V sezóně 2015/16 vybojoval s Legií double, tedy prvenství v polském poháru i v Ekstraklase. Navíc se stal nejlepším ligovým střelcem sezóny.

## Reprezentační kariéra
Nemanja Nikolić debutoval v A-mužstvu Maďarska 11. 10. 2013 v Amsterdamu v kvalifikačním zápase proti Nizozemsku, který skončil historickou porážkou Maďarska 1:8.
S maďarským národním týmem slavil postup z kvalifikace na EURO 2016 ve Francii. Německý trenér maďarského národního týmu Bernd Storck jej zařadil do závěrečné 23členné nominace na EURO 2016 ve Francii. Maďaři se ziskem 5 bodů vyhráli základní skupinu F. V osmifinále proti Belgii se po porážce 0:4 rozloučili s turnajem.